# لجنة المراجعة الداخلية للأمين العام المعني بعمل الأمم المتحدة في سريلانكا
لجنة المراجعة الداخلية للأمين العام المعني بعمل الأمم المتحدة في سريلانكا أو لجنة المراجعة المستقلة بشأن سريلانكا هي لجنة مراجعة داخلية تتبع الأمم المتحدة يرأسها تشارلز بيتري. أنتجت الهيئة تقريرًا أسمته: تقرير لجنة المراجعة الداخلية أو تقرير بيتري، يصف «فشلًا منهجيًا» لعمل الأمم المتحدة خلال المراحل النهائية للحرب الأهلية السريلانكية، بما في ذلك انسحاب موظفي الأمم المتحدة في سبتمبر 2008 الذي أزال الحماية من قبل حضور الأمم المتحدة، قبل فترة وجيزة من شهور من الصراع المسلح العنيف الذي خلف عشرات الآلاف من القتلى. جاء في التقرير أن «فريق الخبراء ذكر أن» عددًا من المصادر الموثوقة قد قدر أنه كان من الممكن أن يكون هناك ما يصل إلى 40 ألف قتيل مدني«. وتذكر بعض المصادر الحكومية أن العدد كان أقل بكثير من 10.000. وقد أشارت مصادر أخرى إلى معلومات موثوقة تشير إلى أن أكثر من 70.000 شخص في عداد المفقودين». يختتم التقرير بسلسلة من التوصيات حول كيفية قيام الأمم المتحدة بتعزيز حمايتها لحقوق الإنسان في حالات مماثلة في المستقبل. وقدم التقرير إلى الأمين العام للأمم المتحدة بان كي مون.